# Strażnica KOP „Sudawskie”

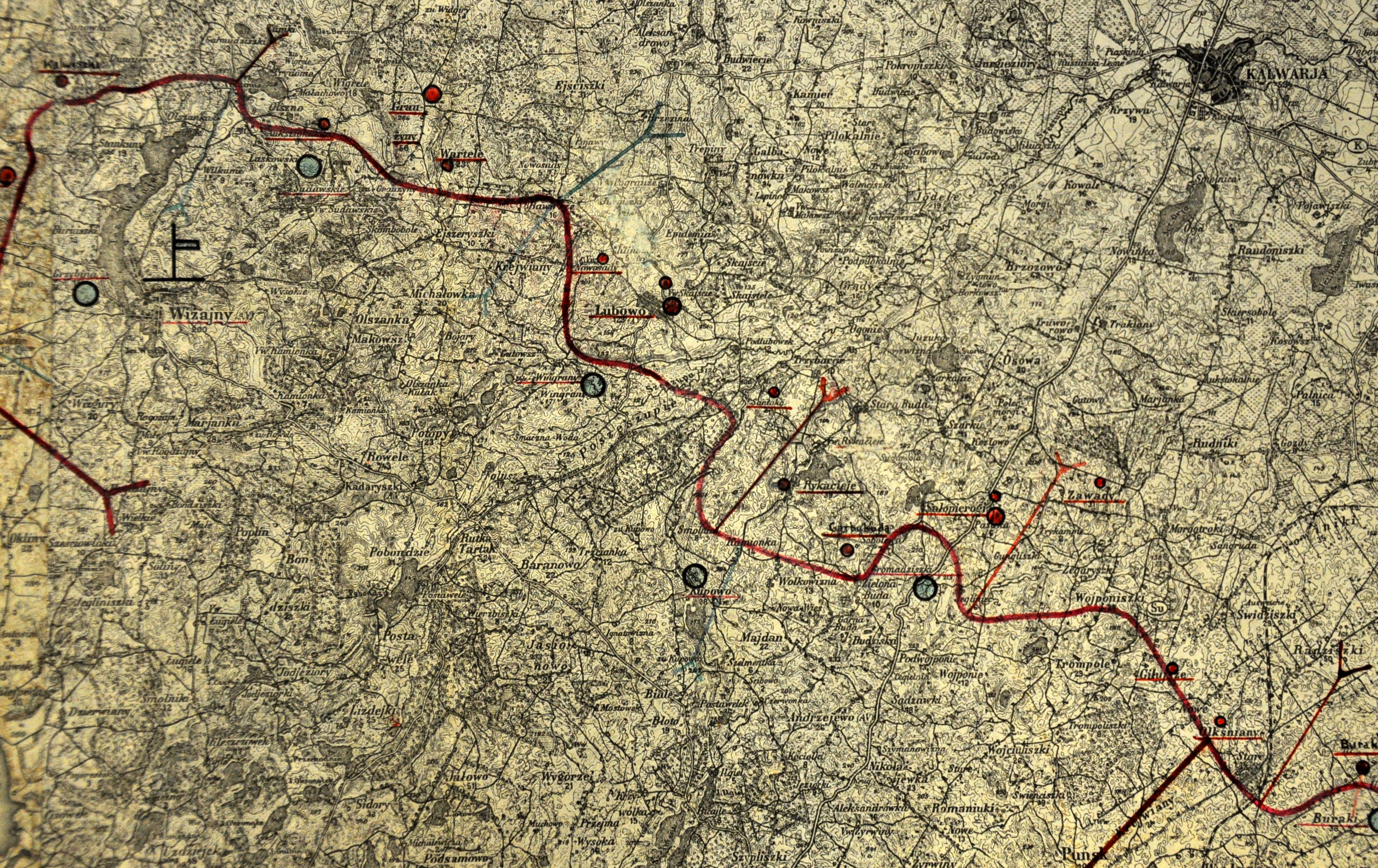
rozmieszczenie strażnic kg KOP „Wiżajny”

Strażnica KOP „Sudawskie” – zasadnicza jednostka organizacyjna Korpusu Ochrony Pogranicza pełniąca służbę ochronną na granicy polsko-litewskiej.

## Formowanie i zmiany organizacyjne
W lutym 1926, w składzie 6 Brygady Ochrony Pogranicza, został sformowany 24 batalion graniczny. W 1928 w skład batalionu wchodziło 12 strażnic. W latach 1928–1939 strażnica znajdowała się w strukturze 1 kompania graniczna KOP „Wiżajny”, a po przedyslokowaniu dowództwa kompanii, w 1 kompanii KOP „Rutka-Tartak”,. Strażnica liczyła około 18 żołnierzy i rozmieszczona była przy linii granicznej z zadaniem bezpośredniej ochrony granicy państwowej.
W 1932 obsada strażnicy zakwaterowana była w budynku popolicyjnym. Strażnicę z macierzystą kompanią łączył trakt długości 1 km i droga polna długości 8 km.

## Służba graniczna
Podstawową jednostką taktyczną Korpusu Ochrony Pogranicza przeznaczoną do pełnienia służby ochronnej był batalion graniczny. Odcinek batalionu dzielił się na pododcinki kompanii, a te z kolei na pododcinki strażnic, które były „zasadniczymi jednostkami pełniącymi służbę ochronną”, w sile półplutonu. Służba ochronna pełniona była systemem zmiennym, polegającym na stałym patrolowaniu strefy nadgranicznej, wystawianiu posterunków alarmowych, obserwacyjnych i kontrolnych stałych, patrolowaniu i organizowaniu zasadzek w miejscach rozpoznanych jako niebezpieczne, kontrolowaniu dokumentów i zatrzymywaniu osób podejrzanych, a także utrzymywaniu ścisłej łączności między oddziałami i władzami administracyjnymi. Strażnice KOP stanowiły pierwszy rzut ugrupowania kordonowego Korpusu Ochrony Pogranicza.
Strażnica KOP „Sudawskie” w 1932 ochraniała pododcinek granicy państwowej szerokości 9 kilometrów 760 metrów od słupa granicznego nr 23 do 42, a w 1938 pododcinek szerokości 10 kilometrów 27 metrów od słupa granicznego nr 22 do 41.
Sąsiednie strażnice:
- strażnica KOP „Grzybina” ⇔ strażnica KOP „Wingrany” – 1928[3], 1929[4] i 1932[5]
- strażnica KOP „Burniszki” ⇔ strażnica KOP „Wingrany” – 1938[7] i 1939[8].

## Dowódcy strażnicy
- st sierż. Paszczyński (był w 1929)